# Bulcsú Székely
Bulcsú Székely (* 2. Juni 1976 in Budapest) ist ein ehemaliger ungarischer Wasserballspieler. Er war mit der ungarischen Nationalmannschaft Olympiasieger 2000 sowie Europameister 1997 und 1999.

## Sportliche Karriere
Der 1,80 Meter große Székely wurde 2000 ungarischer Meister mit Ferencváros Budapest. Szekely nahm zweimal an Universiaden teil. 1999 in Palma de Mallorca wurde er mit der ungarischen Studentenauswahl Dritte. 2003 in Daegu siegte die ungarische Mannschaft.
Mit der Nationalmannschaft besiegte er 1997 bei der Europameisterschaft in Sevilla im Viertelfinale die Italiener mit 9:8. Nach dem Halbfinalsieg gegen die Russen erkämpften die Ungarn den Titel mit einem 3:2 über die jugoslawische Mannschaft, die eigentlich eine Mannschaft aus Serbien und Montenegro war. 1999 bei der Europameisterschaft in Florenz gewannen die Ungarn im Halbfinale mit 7:5 gegen die Italiener. Im Finale bezwangen sie die Kroaten mit 15:12. Bei den Olympischen Spielen in Sydney wurden die Ungarn nur Dritte ihrer Vorrundengruppe, besiegten aber im Viertelfinale die Italiener mit 8:5. Im Halbfinale gegen die Rest-Jugoslawen erkämpften die Ungarn ein 8:7. Im Endspiel gegen die Russen schufen die Ungarn beim 13:6 schon früh klare Verhältnisse. Székely erzielte nur in der Vorrunde zwei Tore. Im Finale hatte Székely eine Einsatzzeit von drei Minuten. Im Juni 2001 war Budapest Austragungsort der Europameisterschaft 2001. Die Ungarn verloren im Halbfinale gegen die Italiener, gewannen aber die Bronzemedaille mit einem 12:9 gegen Kroatien. Einen Monat später bei der Weltmeisterschaft in Fukuoka belegten die Ungarn den fünften Rang, nachdem sie in der Zwischenrunde sowohl gegen Rest-Jugoslawien als auch gegen Italien verloren hatten.
Nach dem Ende seiner aktiven Laufbahn wurde Székely Trainer. So betreute er die ungarische Studentenauswahl bei der Universiade 2011.